# Джульєтта Капулетті
Джульєтта Капулетті (італ. Giulietta Capuleti) — головна героїня трагедії Вільяма Шекспіра «Ромео і Джульєтта», кохана юнака Ромео, що наклала на себе руки після його смерті.
Власне сюжет п'єси Шекспіра засновано на новелі XVI століття італійського письменника Маттео Банделло, але схожа історія з'являється ще в «Метаморфозах» Овідія в історії про Тісбу.
На честь Джульєтти названо супутник планети Уран, відкритий 3 січня 1986 року по знімках апарату «Вояджер-2».

## Образ
Джульєтта — представниця шляхетної веронської родини, дочка сеньйора і сеньйори Капулетті. Ймовірно, їй тринадцять років. Джульєтта Капулетті — головна героїня трагедії, юна дівчина з наївністю дитини, яка змінилася в ім'я любові.

## Сюжет
Ім'я Джульєтти вперше згадується в другій сцені I акта, сама героїня з'являється в наступній сцені, під час розмови з годувальницею і потім з матір'ю про графа Паріса. У четвертій сцені Ромео і його друзі таємно проникають на свято в будинок Капулетті. Ромео бачить Джульєтту і закохується в неї з першого погляду. Вони цілуються, і Ромео йде. Джульєтта наказує годувальниці дізнатися, хто це був, і та відповідає, що це спадкоємець їхніх кровних ворогів — Монтеккі. Але дівчинка вже не може протистояти почуттям.
Вночі Джульєтта на балконі вголос мріє про Ромео, який в цей час стоїть під вікнами і чує її слова. Він також зізнається їй у коханні. Вночі молоді люди дають один одному присягу любові та вірності.
Через годувальницю Джульєтти закохані домовляються про таємне одруження, і знайомий Ромео — монах Лоренцо, таємно вінчає молодих закоханих.
На наступний день Джульєтта дізнається від годувальниці, що Ромео вбив в сутичці Тібальта, і герцог Верони вигнав хлопця з міста, пригрозивши стратою при поверненні. Ромео за порадою Лоренцо ховається в сусідньому місті Мантуя.
Наступного ранку батьки Джульєтти кажуть їй, що вони видають її за графа Паріса. Джульєтта в розпачі, вона ладна вмерти, прийнявши отруту. Але Лоренцо пропонує їй інший шлях — випити особливе зілля, яке занурить її на три дні в сон, схожий на смерть. А через три дні Ромео прибуде з Мантуї до гробниці Джульєтти, і молодята зможуть втекти з Верони.
Але Джованні — монах, якого Лоренцо послав з листом до Ромео — не зміг потрапити до Мантуї через епідемію чуми, і послання, яке розповідає про таємний план, не доходить до юнака.
Ромео, вражений звісткою про смерть коханої, приходить до склепу Капулетті, де зустрічає Паріса, який також відвідує могилу Джульєтти. Впізнавши Ромео, Паріс жадає помсти, Ромео марно намагається уникнути бійки, але Паріс хапається за зброю. Відбувається бій, і Ромео заколює Паріса. Ромео, попрощавшись з коханою, випиває заготовлену отруту. Джульєтта прокидається і бачить мертве тіло коханого, не витримавши горя, вона заколює себе кинджалом. Над тілами своїх дітей глави сімейств Монтеккі і Капулетті забувають про криваву ворожнечу і укладають мир.

## Виконавиці ролі

### Образ в театрі
Найвидатнішою виконавицею ролі Джульєтти була балерина Галина Уланова, її «біг Джульєтти» вважається легендарним. Іншою виконавицею, яка яскраво виразила себе в ролі Джульєтти, є Алессандра Феррі.

### Образ в кіно
- Ромео і Джульєтта (1968) — Олівія Гасі
- Ромео + Джульєтта (1996) — Клер Дейнс
- Ромео і Джульєтта (2013) — Гейлі Стайнфельд

## Пам'ятки Верони

### Будинок Джульєтти

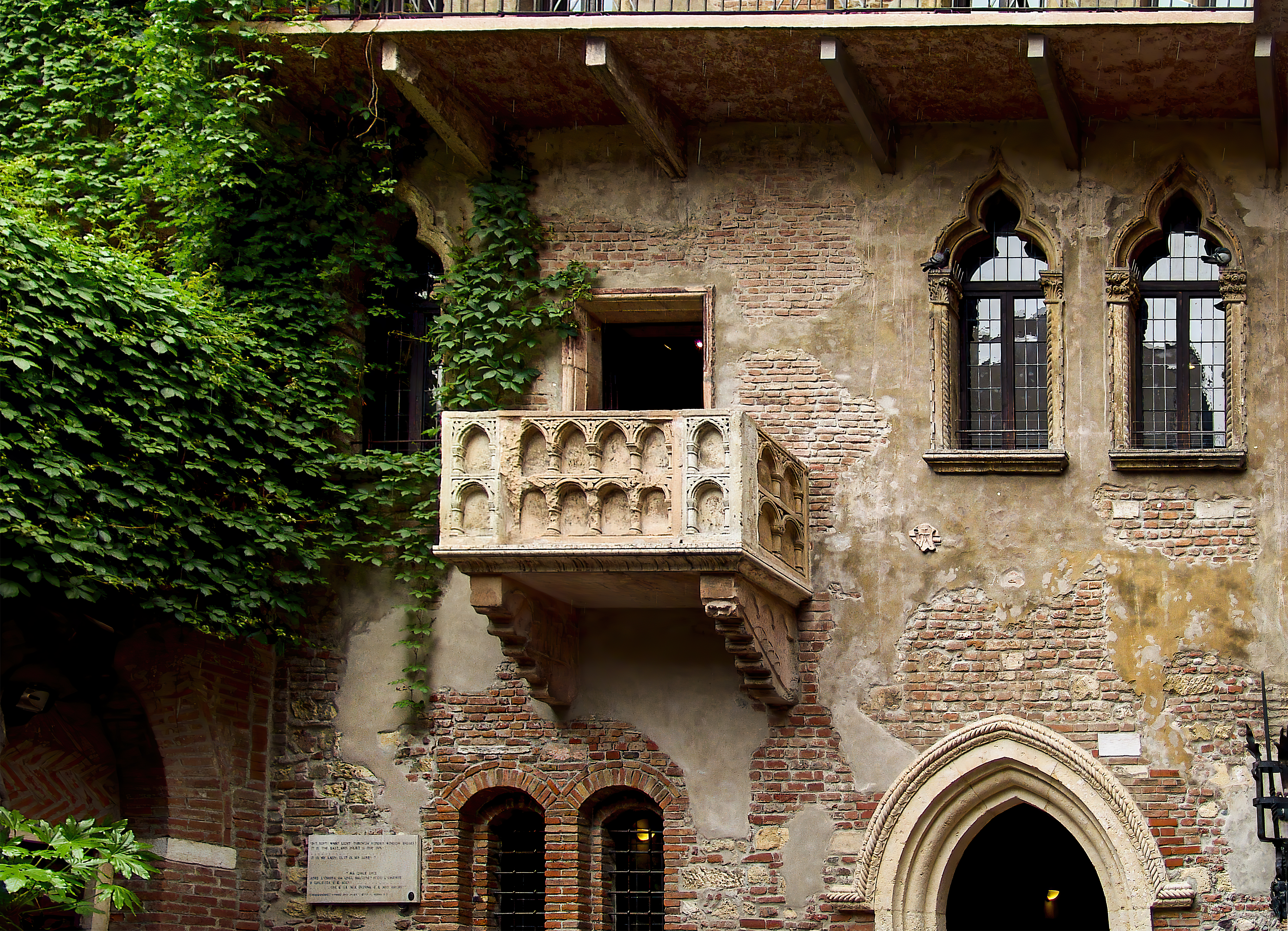
Балкон Джульєтти
(Верона)

Будинок Джульєтти — маєток XIII століття, нині[коли?] ототожнюється з шекспірівської героїнею, хоча насправді належав родині Даль Каппелло (можливий прообраз сім'ї Капулетті). 1997 року в будинку був відкритий музей, присвячений шекспірівській п'єсі.
Особливо популярною серед туристів є бронзова статуя Джульєтти авторства Нерео Костантіні (Nereo Costantini, 1972), дотик до правої частини грудей якої вважається доброю прикметою для закоханих. Через часті дотики, до 2014 року статуя була стерта, на «щасливій» правій частині грудей утворилася тріщина, а на правій руці злам. Зрештою влада міста вирішила прибрати статую в музей, а у двір будинку Джульєтти поставити копію.
Також туристи залишають записки з зізнаннями в коханні на стінах будинку. Позаяк переважно в ролі клею використовувалася жувальна гумка, в 2012 році міська адміністрація ввела штрафи за подібні дії і встановила спеціальні поштові скриньки для послань (на них відповідають волонтери «Клубу Джульєтти»). Звичай залишати любовні записки у дворі «будинку Джульєтти» ліг в основу фільму «Листи до Джульєтти» (2010).

### Гробниця Джульєтти
Саркофаг XIII—XIV століть з червоного мармуру знаходиться в крипті скасованого монастиря капуцинів. Згідно з легендою, він був уготований Джульєтті. Вперше гробниця зв'язується з ім'ям Джульєтти в новелі Луїджі да Порто (1524) . Її відвідували багато мандрівників, в тому числі і Чарльз Діккенс.
Наразі саркофаг знаходиться в крипті церкви, в якому створено подобу склепу Ромео і Джульєтти. Там також є поштова скринька для листів Джульєтті (на них відповідав ініціатор перенесення саркофага Етторе Соліман, доглядач комплексу монастиря Сан-Франческо).